# 便攜式電爐

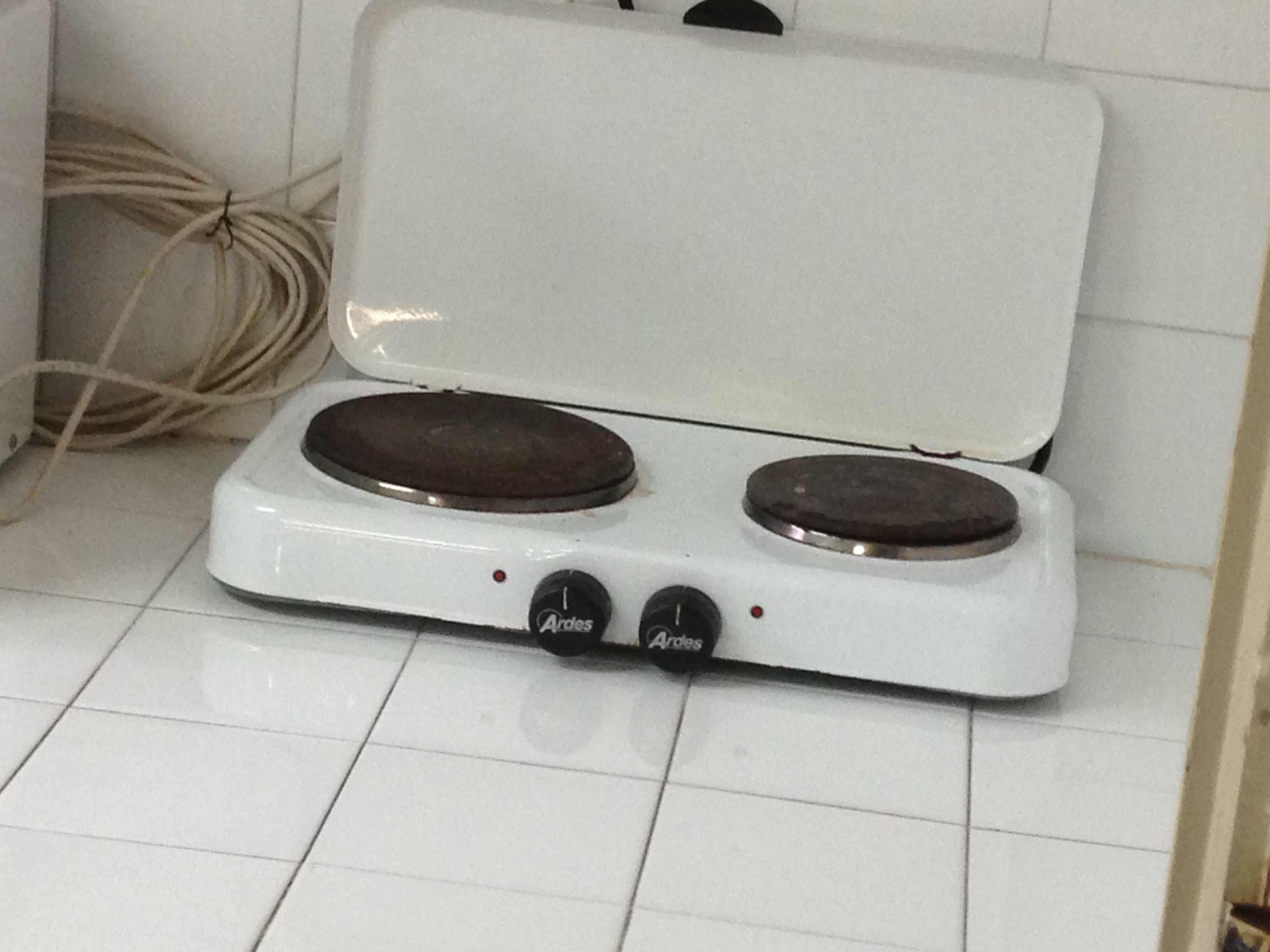
便攜式電爐

便攜式電爐是一种便携式的小家电灶台，具有一个或多个电加热元件。便攜式電爐有一个平坦、圆形的表面。这种类型的烹饪设备通常由电力驱动；另有不用電而用燃氣的便攜式爐子，稱為便攜式燃气灶，在19世纪和20世纪并不少见，并且仍然在世界各地的各个市场上有售。